# Sulle ali della musica
Sulle ali della musica (De dirigent) è un film del 2018 diretto da Maria Peters e basato sulla storia della vita di Antonia Brico.

## Trama
La storia vera di Antonia Brico, la prima donna a essere universalmente riconosciuta come direttrice d'orchestra, un ruolo prima di allora riservato esclusivamente ai colleghi maschi. Cresciuta in un ambiente povero dai genitori adottivi, la ragazza ha dovuto farsi strada lavorando prima in teatro e in seguito come pianista in un locale di varietà, cercando in ogni modo di sfondare in quel mondo della musica che lei così tanto adorava. Una lotta contro il sistema patriarcale e contro i pregiudizi, nel quale dovrà scegliere tra la propria crescente carriera e l'amore.

## Distribuzione
Il film è stato presentato in anteprima assoluta il 23 ottobre 2018.
In Italia il film è stato distribuito direttamente in televisione, in onda su Rai 1 il 1º luglio 2023.